# 我的野蠻同學
《我的野蠻同學》（英語：My School Mate, the Barbarian）為2001年香港電影， 王晶導演、監製及編劇， 程小東任動作指導，由 謝霆鋒、馮德倫及容祖兒主演，並於2001年8月公映。

## 演員
- 謝霆鋒　飾　石頭
- 馮德倫　飾　Edward
- 容祖兒　飾　阿鳳
- 彭敬慈　飾　螳螂
- 鍾兆康　飾　Tiger / Seven仔
- 茜利妹　飾　阿鳳好友
- 余家豪　飾　大口狗
- 湯羅文　飾　獅子
- 李達超　飾　虎哥
- 潘冰嫦　飾　Edward母親
- 吳志雄　飾　阿鳳父親
- 馮蔚衡　飾　 阿鳳母親
- 陳麗卿　飾　石頭嫲嫲
- 陳　任　飾　Terry 管家
- 蒲西兒　飾　 Edward前女友
- 謝魯駟　飾　華藝化學老師
- 葉景文　飾　華藝校長
- 董偉強　飾　TBS 校長

## 歌曲
- 「天下不亂」作曲、編曲：鍾國仁、作詞：黃偉文、主唱：謝霆鋒

## 外部連結
- 互联网电影数据库（IMDb）上《我的野蠻同學》的资料（英文）

- 爛番茄上《我的野蠻同學》的資料（英文）
- 香港影庫上《我的野蠻同學》的資料（繁體中文）
- AllMovie上《我的野蠻同學》的资料（英文）
- 開眼電影網上《我的野蠻同學》的資料（繁體中文）